# Осела
Осела е италиански производител на автомобили и бивш отбор във Формула 1. Екипът се намира в близост до Волпиано, Торино, Италия. Участва в 132 Гран при между 1980 и 1990 година.
Осела се появи в света на Формула 1 с колата FA1. Колата е проектирана от Джорджо Стирано и с двигател Форд Косуърт DFV. Тя е с наднормено тегло и е аеродинамично неефективна. Колата е представена по атрактивен начин със синьо и бели цветове. Много от компонентите са произведени от екипа, което означава, че те са евтини за производство, но невинаги са в състояние да конкурират най-съвременните. Пилот е Еди Чийвър, който трудно, но успя да завърши само едно състезание през целия сезон. Често той е трябваше да страда от ненадеждността на колата. В следващите сезони основния дизайн е променян няколко пъти.
През 1990 г. след 10 години във Формула 1 и все още без да е смислено за спонсорство, Енцо Осела продава акциите си на екипа на магната Габриеле Руми, като част от сделката за спонсорство с „Fondmetal“ дружеството. В края на 1990 г. Руми поема останалата част от екипа и го преименува на „Fondmetal“ (Fomet).